# NGC 533
NGC 533 (другие обозначения — UGC 992, MCG 0-4-131, ZWG 385.121, PGC 5283) — эллиптическая галактика (E3) в созвездии Кит. Открыта Уильямом Гершелем в 1785 году, описывается Дрейером как «довольно яркий и крупный объект круглой формы, более яркий в середине».
NGC 533 рассматривается как образующая для одноимённой группы галактик. В ней наблюдается большой процент молодых галактик, характеризующихся симметричным рассеянным рентгеновским излучением, которое в том числе характерно для NGC 533. Объект интересен относительно его исследований в рентгеновском спектре — его форма эллипсоидная и имеет низкую концентрацию излучения в данном спектре.
Объект причисляют к галактикам низкой поверхностной яркости, которые обычно являются карликовыми.
Этот объект входит в число перечисленных в оригинальной редакции «Нового общего каталога».